# تطوير تقدمي

تصميم مواقع الويب للتطوير التدريجي

التطوير المتقدم (Progressive enhancement)  إستراتيجية لتصميم المواقع الإلكترونية التي تؤكد إمكانية الوصول، والترميز الدلالي (semantic markup)، والأنماط الخارجية وتقنيات البرمجة. يستخدم التطوير المتقدم تقنيات الويب بطريقة الطبقات (layers) التي تسمح للجميع بالوصول إلى المحتوى الأساسي ووظائف صفحة الويب الأساسية، وذلك باستخدام أي متصفح أو اتصال بشبكة الإنترنت، بينما توفر أيضاً أفضل عرض نطاق ترددي (bandwidth) أو أكثر البرامج المتصفحة تقدماً وهو نسخة مطورة من هذه الصفحة.

## التاريخ
«التطوير المتقدم (Progressive Enhancement)» اخترع بقلم ستيفن شامبيون من hesketh.com في سلسلة من المقالات والعروض لWebmonkey وSXSW المؤتمرات التفاعلية بين آذار / مارس وحزيران / يونيو من عام 2003.

## مقدمة ومعلومات أساسية
هذه الاستراتيجية هي محاولة للاستغناء عن تصميم المواقع الاستراتيجية التقليدية المعروفة باسم "Graceful Degradation,GD"، وفيه يكون من شأن المصممين أن يخلقوا صفحات ويب لأحدث المتصفحات التي من شأنها أن تعمل بشكل جيد في الإصدارات القديمة أيضاً من برنامج المتصفح. كان من المفترض ان تسمح "GD" للصفحة أن تتراجع، أو يظل المظهر حتى لو كانت بعض التقنيات التي من المفترض وجودها في التصميم غير موجودة، دون أن يكون هناك تنافر بينها وبين المتصفح القديم. في الممارسة العملية، دعم "GD" بسلوك يلزم المستخدم النهائي بضرورة الترقية. هذا الموقف يرجع إلى ضيق الوقت وقلة الميزانية، ومحدودية فرص الحصول على اختبار برنامج متصفح مناوب، فضلا عن اعتقاد واسع بأن «المتصفحات أحرار». لسوء الحظ، الترقية في كثير من الأحيان لم تكن ممكنة بسبب سياسات إدارة تقنية المعلومات، الأجهزة القديمة، وأسباب أخرى. سلوك «الترقية فقط» يتجاهل أيضا اختيارات المستخدم المتعمد ووجود مجموعة متنوعة من منصات المتصفح، وكثير منها يعمل على الأجهزة المحمولة أو في سياقات أخرى، حيث عرض النطاق الترددي المتوفر محدد، أو عندما يكون الدعم للصوت أو لون، ومحدودية حجم الشاشة، على سبيل المثال، هي بعيدة كل البعد عن النمطية الرسومية لمتصفح سطح المكتب.
في التطوير المتقدم الاستراتيجية معكوسة: مستند الكماليات الأساسي موجود، موجه نحو القاسم المشترك الأدنى من وظائف برنامج المستعرض، ثم يضيف المصمم في الوظائف أو التحسينات على العرض وسلوك الصفحة، وذلك باستخدام التقنيات الحديتة مثل صفحات الطرز المتراصة أو جافا سكريبت (أو غيرها من التكنولوجيات المتقدمة، مثل فلاش أو تطيبقات الجافا أو رسوميات متجهية متغيرة، الخ.) جميع هذه التعزيزات مرتبطة خارجياً، من أجل تجنب فرض المتصفحات الأقل قدرة على «أكل» البيانات التي لا يفهمونها، ولا يمكن التعامل معها، أو التي من شأنها جعل الاتصال بالإنترنت كمستنقع.
إن طريقة ال (PE) مستوحاة من الخبرة المبكرة لشامبيون عام 1993-4 مع SGML، قبل العمل بHTML أو أي لغة عرض لبرنامج ويب، وكذلك لاحقاً من الخبرات عن طريق العمل باستعمال CSS لتعمل على شوائب المتصفح في تلك المحتويات المبكرة لـ SGML كانت الدلالات الترميزيه (markup)المفتاح المهم، حتى وإن كان العرض دائماً مدروس منفصلا أو يكون جزءاً لا يتجزّأ من داخل الدلالات الترميزية (markup) نفسها. هذا المفهوم في دائرة الدلالات الترميزيه (HTML) يشير إلى قانون انفصال العرض والمحتوى، والانفصال بين المحتوى والتصميم، أو الانفصال بين الدلالات والعرض. كما تطورت شبكة الإنترنت في منتصف التسعينات، لكن قبل أن يكون css معروفاً أو يحظى بتأييد واسع، كانت هذه القوانين والقواعد الأساسية لـ SGML تنتهك مراراً وتكراراً من قبل HTML. ونتيجة لذلك اضطر مصممي الويب على اعتماد تكنولوجيات جديدة وممزقة والسمات لكي تظل ذات صلة.. مع إشارة إلى تدهور رشيقاً، في الاعتراف بأن ليس كل شخص لديه أحدث متصفح. بدأالكثير من المبتدئين بتبني التدريب على التصاميم، والتكنولوجيا تعتمد على الأحدث وربما المتصفح السابق الأساسي ينتشر. لعدة سنوات، إن الكثير من الويب البسيط لم ينجح في أي شيء، لكن معظم المتصفحات الحديثة أكثر شعبية وشهرة، هذا لا يزال صحيحاً حتى ترتفع واعتمادها على نطاق واسع ودعم لـ CSS فضلاً عن العديد من الشعوبية على مستوى القاعدة والجهود التعليمية (من ايريك كوستيلو، اوين بريقس، ديف شيا، واخرون). وتبين لمصممي الويب كيفية الاستخدام المغلق لأغراض التخطيط.
تقوم ال (PE) على أساس الاعتراف بأن الافتراض الأساسي إلى جانب ال"GD" -- التي حصلت على المتصفحات الأسرع والأقوى دائماً—تثبت أنها مخطئه مع تزايد الأجهزة المحمولة والمساعد الرقمي الشخصي (PDA) مع المتصفحات ذات النشاط أو الإمكانيات المنخفضه وقيود على عرض النطاق الترددي (bandwidth). بالإضافة إلى ذلك فإن التطور السريع للأتش تي أم أل والتكنولوجيات المتصلة بها في الأيام الأولى للويب قد تباطأت، والمتصفحات القديمة جدا قد عفا عليها الزمن، جعلت المصممين أحرار باستخدام التكنولوجيات القوية مثل CSS لإدارة جميع مهام العرض وجافا سكريبت لتعزيز سلوك جانب العميل المعقد.
أول من اقترح باعتباره غير عملي إلى حد ما ووصفه بجملة جامعة لوصف الفن الحساس «الفاصل بين الهيكل ومحتويات وثيقة من علم الدلالة، والعرض، والسلوك»، ويستند في ذلك الحين الاستخدام المشترك لـCSS الخارقة، للعمل حول جعل الخلل في متصفحات معينة، واستراتيجية المؤسسة العامة قد اتخذت على حياة خاصة به، كما أن المصممين الجدد قد تبنوا الفكرة بتوسيعها وتنقيحها لهذا النهج.

## المبادئ الأساسية
التطوير المتقدم (Progressive Enhancement) يتألف من المبادئ الأساسية التالية:
- ينبغي أن يكون المحتوى الأساسي متاحا لجميع المتصفحات
- الوظائف الأساسية يجب أن تكون في متناول جميع المتصفحات
- ضئيل، والدلالات الترميزية تحتوي على جميع المحتويات
- تحسين التخطيطات (layout)التي يتم توفيرها من قبل روابط خارجيه CSS
- تحسين السلوك يتم توفيرها من قبل جافا سكريبت غير مزعجة، مرتبطه خارجياً.
- تفضيلات المتصفح للمستخدم النهائي تنهى بطريقه لائقه.

## الدعم والتبني
- جيم ويلكنسون أنشأ صفحة ويكي للتطوير المتقدم لجمع بعض الحيل والنصائح ولشرح إستراتيجية شاملة.[3]
- المصممون مثل جيرمي كيث أوضحوا أن هذه الطريقة يمكن استخدامها بتناغم مع طرق أخرى ما زالت حديثة لتصميم المواقع (مثل Ajax) لتوفير المرونة، ولكنها قوية، ومجربة من قبل المستخدم.[4]
- الآخرون، بما في ذلك ديف شي، ساعدوا على انتشار اعتماد المصطلح ليشير إلى CSS الاستراتيجيات القائمة على التصميم.
- منظمات مثل مشروع معايير الويب (Web Standards Project) قد تبنت المؤسسة العامة كأساس لجهودها التعليمية.
- في عام 2006، Nate Koechley في ياهو ! قدمت المؤسسة العامة للمرجعية واسعة في مقاربته الخاصة لتصميم المواقع ودعم المتصفح، مدرج دعم المتصفح (GBS)
- ستيف تشيبمان في أمريكا أون لاين قد أشار إلى المؤسسة العامة كأساس لاستراتيجية تصميم موقعه على الإنترنت.[5]
- ديفيد Artz، زعيم أمريكا أون لاين الفريق الأمثل، وضع مجموعة من تقنيات الوصول التقديم، وابتكر تقنية لتفكيك «التطوير» على الطاير، والاحتفاظ بتفضيلات المستخدم.
- كريس هيلمان يناقش أهمية التسليم الموجه لل CSS بحيث يحصل كل متصفح على المحتوى (والتعزيزات)التي يمكن التعامل معها فقط.[6]
- Wt هو تطبيق مكتبة الويب الذي يطبق بشفافية لتحسين التدريج خلال بووتسترب، تتقدم من أتش تي أم أل العادي لأجاكس (AJAX)الكامل.

## فوائد سهولة الوصول إليها
صفحات الويب تم إنشاؤها وفقا لمبادئ ال PE وهي بطبيعتها أكثر سهولة، لأن المضمون الأساسي للمطالب الاستراتيجية يكون متاح دائما، لا يعوقها بسهولة عادة البرمجة غير المعتمده أو المعوقين. بالإضافة إلى ذلك، قوانين الرموز المتناثرة تسهل الأدوات التي تقرأ وتجد المحتوى بمستوى عال. كما أنه ليس واضحاً للمواقع كيف تعمل جيداً مع ال (PE) بالأدوات القديمة المصممة للتعامل مع تخطيطات الجدول، "tag soup"، وما شابه ذلك.

## فوائد محرك البحث الأمثل (SEO)
تحسين النتائج بالنسبة لمحرك البحث الأمثل هو جانب آخر من الآثار الجانبية لمؤسسة عامة مقرها تصميم مواقع إستراتيجية. لأن المضمون الأساسي دائما هو الوصول إلى محرك البحث العنكبوتي، صفحات بنيت مع المؤسسة العامة طرق تجنب المشاكل التي قد تعوق محرك البحث فهرسة 

## انتقادات وردود
بعض المشككين، مثل جاريت ديمون، قد أعربت عن قلقها من أن المؤسسة العامة ليست قابلة للتطبيق في الحالات التي تعتمد اعتمادا كبيرا على جافا سكريبت لتحقيق بعض عروض واجهة المستخدم أو السلوكيات. آخرون واجهوا مع النقطة التي ينبغي أن تكون صفحات إعلامية مشفرة باستخدام المؤسسة العامة لكي تكون فهرستها من قبل العناكب، ، وأنه حتى فلاش صفحات ثقيلة ينبغي أن تكون مشفرة باستخدام بي. في مجال ذي صلة، أعرب كثيرون عن شكوكهم فيما يتعلق بمبدأ الفصل بين المضمون والعرض من حيث الأرقام المطلقة، ودفع بدلا من ذلك للاعتراف واقعي أن اثنين مرتبطان ارتباطا وثيقا.

## قراءة كلمات

### مقالات
- جيل، سكوت (2008) تجارب مدفوعة للتطوير المتقدم صندوق 27 أكتوبر 2009.
- غوستافسون، آرون (2007) تخريب تجربة المستخدم صندوق 7 مايو 2007.
- كيث، وجيريمي (2006) فصل السلوكية المسار 7 مايو 2007.
- اولسون، وتومي (2007) GD & التطوير المتقدم
- 12Hesketh.com سبتمبر 2003 التطوير المتقدم: تمهيد الطريق لمستقبل تصميم المواقع

### الكتب
- بريغز، أوين؛ شامبيون، ستيفن؛ كوستيلو، اريك؛ باترنسون، ماثيو (2004) صفحات الطرز المتراصة: فصل المحتوى من عرض  (2nd ed). سان فرانسيسكو: Apress. ISBN 1-59059-231-X
- كيث، وجيريمي (2007) Bulletproof Ajax. بيركلي: جديد القائدين. ISBN 0-321-47266-7
- كيث، وجيريمي (2005) دوم البرمجة: تم تصميم الموقع مع جافا سكريبت وطراز كائن المستند. نسخة محفوظة 28 أبريل 2007 على موقع واي باك مشين. بيركلي: أصدقاء من ال ED. ISBN 1-59059-533-5

## وصلات خارجية
- صفحات AnyBrowser
- الرؤية الملونة -- من كال هندرسون
- خدمة W3C توصيف التحقق من صحة